# Schwingungen
Schwingungen is een album uit 1972 van de Duitse krautrockgroep Ash Ra Tempel. Het is het tweede album van de band en bouwt verder op het geluid van het debuutalbum Ash Ra Tempel. Klaus Schulze had ondertussen de groep verlaten voor solowerk.
De eerste kant van de elpee bestaat uit de tracks "Light" en "Darkness". Het eerste nummer "Light: Look at Your Sun" brengt een gelijkaardig geluid als het vorig album, maar is zelfs enigszins bluesachtig, en bezit bovendien zang. Het tweede deel, "Darkness: Flowers Must Die", begint zachtjes, dooft zelfs bijna helemaal uit in stilte, maar groeit daarna in intensiteit tot een dolle jam. Het nummer bevat verontrustende, half schreeuwende vocals. De tweede kant van de plaat wordt ingenomen door "Suche & Liebe". Het gedeelte "Suche" bestaat hoofdzakelijk uit vreemde "spacy" klanken zoals in de eerste spacerock-muziek; het "Liebe" gedeelte sluit de plaat af men zang- en gitaarklanken.
Het album verscheen in 1972 bij Ohr.

## Tracks
- "Light: Look at Your Sun" - 06:34
- "Darkness: Flowers Must Die" - 12:22
- "Suche & Liebe" - 19:23

## Bezetting
- Manuel Göttsching: gitaar
- Hartmut Enke: bas
- Wolfgang Müller: drums
- als gast: John L.: zang, mondharp, percussie
- Matthias Wehler: altsax
- Uli Popp: bongo's